# Улица Каляева (Таруса)
Улица Каляева — короткая улица Тарусы, проходит в исторической части города от улицы Луначарского до Игумнова оврага, имеет продолжением улицу Ефремова. Протяжённость улицы 276 метров.

## История
Проложена согласно регулярному плану застройки города 1777 года, предопределившему прямоугольное сечение улицами городской застройки. Вела от моста через овраг Посерка к Игумнову оврагу. Историческое название — Новый переулок.
Летом 1913 года на собранные на благотворительных мероприятиях средства был отремонтирован бывший «Соляной амбар» на улице и в нём был открыт «Народный дом»
С установлением советской власти улица получила имя русского революционера-террориста Ивана Каляева (1877—1905).
На улице находились производственные помещения Тарусской артели художественной вышивки
В октябре 2020 года улице было изменено название, она стала Боголюбской по Боголюбской часовне в Игумновом овраге, но уже в январе следующего года переименование улицы было отложено на два года. Жители города выражали протест против переименования.

## Достопримечательности
- д. 1 — Соляной амбар памятник архитектуры
- д. 15 — Жилой дом памятник архитектуры
- д. 18 — Тарусская районная детская библиотека им. Н. В. Богданова
- д. 20 — бывший дом Виноградовых памятник архитектуры

## Известные жители
д. 20 — А. К. Виноградов (1888—1946, мемориальная доска) и Богданов Н. В. (1906—1989, мемориальная доска)